# Pikku Ovisaari
Pikku Ovisaari är en ö i Finland. Den ligger i sjön Porttipahdan tekojärvi och i kommunen Sodankylä i den ekonomiska regionen Norra Lappland och landskapet Lappland, i den norra delen av landet, 900 km norr om huvudstaden Helsingfors. Öns area är 50,4 hektar och dess största längd är 1,2 kilometer i öst-västlig riktning.